# Hypochalcia griseoaeneella
Hypochalcia griseoaeneella is een vlinder uit de familie van de snuitmotten (Pyralidae). De wetenschappelijke naam van de soort werd in 1887 gepubliceerd door Émile Louis Ragonot.
De soort komt voor in Europa.